# Johann II Bernoulli
Johann Bernoulli ou Johannes, também conhecido por Johann II Bernoulli (Basileia, 18 de maio de 1710 — Basileia, 17 de julho de 1790) foi um matemático suíço.
O nome de vários membros da família aparece numerado devido à existência de múltiplos Bernoulli matemáticos partilhando o mesmo nome. O pai de Johann foi chamado Johann I Bernoulli e o seu filho primogénito de Johann III.

## Vida e obra
Filho mais novo de Johann I Bernoulli, começou por estudar leis, concluindo com dezessete anos, em 1727, o doutoramento em jurisprudência.
Estudou e trabalhou com o pai na área da matemática, tendo elaborado vários trabalhos científicos não só nessa área, como também na física, nomeadamente estudos sobre o calor e a luz.
Quando o seu pai faleceu foi nomeado para o substituir na regência da disciplina de matemática na Universidade de Basileia.
Faleceu com oitenta anos de idade na cidade que o viu nascer, Basileia.

## Honrarias
Em reconhecimento pelos seus trabalhos recebeu em quatro vezes distintas prémios e distinções da Académie des Sciences francesa.